# Рябенко, Александр Яковлевич
Александр Яковлевич Рябенко (1910—2008) — советский государственный деятель, организатор химической промышленности, лауреат Сталинской премии и Ленинской премии.

## Биография
Родился 30.08(12.09).1910 г. в Одессе. Член ВКП(б) с 1944 г.
Послужной список:
- 1928—1932 студент Днепропетровского горного института, затем — отпочковавшегося от него Днепропетровского химико-технологического института, который окончил по специальности инженер химик-технолог.
- 1932—1941 руководитель монтажного участка аммиачного цеха; заместитель начальника, начальник цеха; с апреля 1938 г. главный инженер Горловского азотнотукового завода, Донецкая область, эвакуированного в августе — сентябре 1941 г. в Кемерово.
- 1941—1945 главный инженер — заместитель директора Кемеровского азотнотукового завода.
- 1945—1949 начальник Главного управления азотной промышленности наркомата (с марта 1946 г. — министерства) химической промышленности СССР.
- 1949—1951 заместитель министра химической промышленности СССР.
- 1951—1953 заместитель министра нефтяной промышленности СССР.
- с марта 1953 г. начальник Главного управления искусственного жидкого топлива министерства нефтяной промышленности СССР.
- с мая 1955 г. заместитель председателя Государственного комитета Совета Министров СССР по новой технике.
- с мая 1957 по 1960 г. начальник сводного отдела химической промышленности Госплана СССР.
- 1960—1962 начальник отдела экономики и развития химической промышленности Государственного научно- экономического совета Совета Министров СССР.
- с ноября 1962 г. начальник отдела химизации народного хозяйства Госплана СССР.
- с марта 1963 г. — начальник отдела народнохозяйственного плана но химической, нефтяной и газовой промышленности Госплана СССР.
- С апреля 1964 г. заместитель председателя Госплана СССР (в апреле 1964 — октябре 1965 гг. — министр СССР).

С июня 1977 г. персональный пенсионер союзного значения. Умер 02.11.2008 года. Похоронен на Троекуровском кладбище Москвы.

## Награды и звания
Сталинская премия 1943 года — за разработку и освоение более производительного метода концентрирования серной кислоты.
Ленинская премия 1960 г. — за разработку химических технологий производства жидких водорода и дейтерия высокой чистоты.
Награждён двумя орденами Ленина, тремя орденами Трудового Красного Знамени.